# Gynoplistia (Gynoplistia) flavizona flavizona
Gynoplistia (Gynoplistia) flavizona flavizona is een ondersoort van de tweevleugelige Gynoplistia (Gynoplistia) flavizona uit de familie steltmuggen (Limoniidae). De ondersoort komt voor in het Australaziatisch gebied.